# Csicsmány

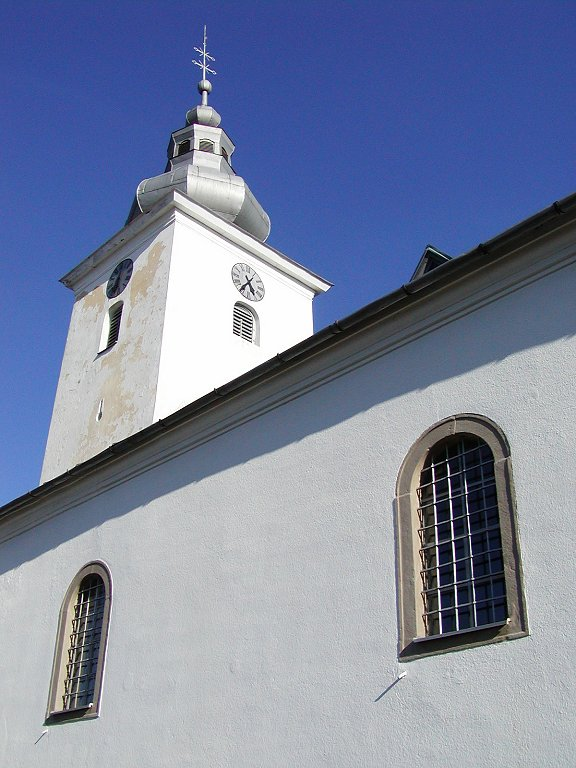
A Szent Kereszt templom

Csicsmány (szlovákul Čičmany) község Szlovákiában, a Zsolnai kerületben, a Zsolnai járásban.

## Fekvése
Zsolnától 36 km-re nyugatra fekszik, a falu a Rajcsanka-völgy utolsó települése a Sztrázsó-hegységben.

## Története
A hagyomány szerint a török elől ide menekült bolgárok alapították 1410-ben, de írásos forrásokban már 1272-ben „Cziczman” néven említik. Valószínűleg a 14. század elején települt be teljesen. 1411-ben „Chychman”, 1598-ban „Chichman” alakban említik. A falu eredetileg nem a mai helyén, hanem a Kiscsicsmányi településrészen levő Javorinka nevű dombon épült. Lakói mezőgazdasággal, állattenyésztéssel, kézművességgel foglalkoztak. A falu birtokai sohasem összpontosultak egy kézben, az évszázadok során sűrűn váltották egymást a birtokosok Turóczy Miklóstól a Rakovszky családon át a Serényiekig. 1598-ban malma és 43 háza állt. 1720-ban 42 adózó háztartása volt, ebből 26 zselléreké. 1784-ben 126 házában 230 családban 1275 lakos élt.
A 18. század végén Vályi András így ír róla: „CSICSMAN. Tót falu Trentsén Vármegyében, földes Ura Gróf Serényi Uraság, lakosai katolikusok, és evangelikusok, fekszik Vág Beszterczétöl egy, és 3/4. mértföldnyire hegyek között, mellyek a’ falutól neveztetnek, lakosai gazdáskodnak kiváltképen a’ juhok körűl, ’s jó ízű sajtyokat a’ hazában meszsze földre elszokták hordani, jó fekvésére nézve marhákkal kereskedést indíthat, de határbéli földgyének sovanysága miatt, a’ harmadik Osztályba tétettetett.”
1828-ban 127 háza volt 1507 lakossal.
Fényes Elek 1851-ben kiadott geográfiai szótárában így ír a faluról: „Csicsmán, tót falu, Trencsén vmgyében, Nyitra vármegye szélén: 1374 kath., 4 zsidó lak. Kath. paroch. templom. Fő gazdagsága fenyves és bikkes erdejében áll. F. u. gr. Serényi. Ut. p. Trencsén.”
A 20. század elején a Teleki és Berchtold családok voltak a főbb birtokosok. Lakói mezőgazdasággal, állattartással, idénymunkákkal, papucskészítéssel, házalással foglalkoztak. Ekkor sokan vándoroltak ki a községből főként Amerikába. A trianoni diktátumig Trencsén vármegye Zsolnai járásához tartozott.
Az 1921. évi nagy tűzvész után a falu eredeti állapotában állami segítséggel épült újjá. A második világháború alatt határában élénk partizántevékenység folyt. Támogatásukért a németek 1944. december 4-én megszállták a falut, 33 házat teljesen felégettek, 148 ház pedig súlyosan megrongálódott. 1945. április 6-án 65 férfit vittek a milbergi koncentrációs táborba. A háború után alapították papucskészítő üzemét, mely főként exportra állította elő termékeit.

## Népessége
| Év:            | 1994. | 2004.    | 2014.    | 2024.    |
| -------------- | ----- | -------- | -------- | -------- |
| Emberek száma: | 281   | 204      | 152      | 124      |
| Eltérés:       |       | -27,40 % | -25,49 % | -18,42 % |

| Év:            | 2023. | 2024.   |
| -------------- | ----- | ------- |
| Emberek száma: | 121   | 124     |
| Eltérés:       |       | +2,47 % |

1910-ben 1452, túlnyomórészt szlovák anyanyelvű lakosa volt.
2001-ben 229 lakosából 228 szlovák volt.
2011-ben 170 lakosából 167 szlovák volt.
2021-ben 119 lakosa mind szlovák volt.

## Nevezetességei
- A falut elsősorban feketére festett fehér díszítésű faházai, színes népviselete teszik nevezetessé. A népi építészet remekeit az 1970-es évek végén védetté nyilvánították.
- Barokk temploma a Szent Kereszt Felmagasztalása tiszteletére épült 1798-ban, de hogy sokkal régebbi eredetű, arról 1588-ban öntött harangja tanúskodik. Orgonája 1738-ban készült.
- Kápolnája a 18. században épült.
- Egy 18. századi barokk-klasszicista kastély is áll a községben.
- Falumúzeuma a község gazdag néprajzi anyagát mutatja be.